# Йоргос Маркопулос
Йоргос Маркопулос (грец. Γιώργος Μαρκόπουλος, 1951, Мессіні) — новогрецький поет.

## Біографічні відомості
Йоргос Маркопулос вивчав економіку і статистику в Університеті Пірей, на той час Вищій школі промислових досліджень.
Належить до літераторів Покоління 70-х, які почали публікувати свої роботи в 1970-х роках, в добу грецької військової хунти «чорних полковників» та перші роки Метаполітефсі.
1996 року Йоргос Маркопулос удостоєний премії імені Константіноса Кавафіса в Александрії, Єгипет, 1999 року — Державної премії в області поезії за збірку «Μη σκεπάζεις το ποτάμι», яка також була номінована на здобуття премії Європейського союзу 2000 року. Його роботи перекладені на англійську, французьку, італійську та польську мови.
Поряд з поезією Йоргос Маркопулос пише літературознавчі роботи та критичні літературні відгуки у спеціалізованих журналах і газетах. З 1982 року член Грецької спілки письменників, а в період 1984—1986 років служив в членом Ради директорів спілки.

## Збірки поезій
- «Έβδομη Συμφωνία», Афіни 1968
- «Οκτώ συν ένα εύκολα κομμάτια και η κεφτουριά του κάτων κόσμου», Афіни 1973
- «Η θλίψις του προαστίου», Афіни 1976
- «Οι πυροτεχνουργοί», Афіни 1979
- «Ποιήματα 1968—1976», Афіни 1980
- «Η ιστορία του ξένου και της λυπημένης», Афіни 1987
- «Ποιήματα 1969—1987», Афіни 1992
- «Η φοβερή πατρίδα μου», Афіни 1994
- «Μη σκεπάζεις το ποτάμι», Афіни 1998
- «Κρυφός Κυνηγός», Афіни 2010

## Нариси
- «Εκδρομή στην άλλη γλώσσα Α'», Афіни 1991
- «Εκδρομή στην άλλη γλώσσα Β'», Афіни 1994
- «Λευτέρης Ιερόπαις — Μια παρουσουσίαση», Афіни 1999
- «Ιστορικό κέντρο», Афіни 2005
- «Η ποίηση του Τάσου Λιβαδίτη», Афіни 2009